# Géositte du Pérou
Geositta peruviana
Espèce
Statut de conservation UICN

 LC  : Préoccupation mineure
La Géositte du Pérou (Geositta peruviana) est une espèce de passereau de la famille des Furnariidae.

## Répartition
Cet oiseau peuple le littoral du Pérou.

## Habitat
Elle habite les zones de broussailles sèches subtropicales et tropicales.